# Le Roman historique
Cet article concerne un essai. Pour une approche plus générale, voir Roman historique.
Le Roman historique est un essai du philosophe et sociologue marxiste Georg Lukács. Écrit vraisemblablement en allemand (l’auteur maîtrise mal le russe), publié en russe vers 1937, il fut traduit en français en 1965. Il a longtemps fait autorité.
Lukács est le précurseur des études sociologiques sur le roman. Il le replace dans son contexte social et historique.
Il est un farouche défenseur du réalisme. En effet, la bourgeoisie parisienne a réussi à conquérir le pouvoir en déplaçant le débat d’un terrain abstrait (la référence au divin) à celui des forces sociales et économiques. Le roman réaliste est donc une arme dans les mains du « peuple » (Lukács associe les mots « bourgeoisie » et « peuple » jusqu’à la répression de 1848) en ce qu’il s’oppose à l’épopée, aristocratique, baignant dans le merveilleux, magnifiant la réalité. Et le roman réaliste naît, selon Lukács, avec les romans historiques de Walter Scott, dont le meilleur élève sera Balzac...

## Contexte
Lukács a déjà développé son idée maîtresse dans Théorie du roman (1920) : un homme, une œuvre ou un genre littéraire ne surgit jamais ex nihilo. Il est préparé, conditionné par un certain contexte historico-sociologique. Il n’y a pas d’autonomie de l’esthétique pure. Ce qui paraît être simple question de forme, de technique ou de mode s’explique par les circonstances historico-sociologiques dans lesquelles l’œuvre naît.
Le roman historique intéresse doublement Lukács :
- Le roman historique est lui-même « conditionné » par l’histoire (dans son surgissement, dans ses formes, dans son évolution, dans son impact social, etc.) L’histoire est son infrastructure.
- Il soutient un double rapport avec la « réalité historique » (si l’on suppose que celle-ci peut être conçue « objectivement ») :
  - Il en fait un rapport fidèle, conforme au détail et à l’esprit.
  - Il se raccorde au présent, qui fait lui aussi partie de l’histoire[3].

L’auteur de la première étude sur le roman historique est, en 1898, Louis Maigron. Il estime que le roman historique naît avec Waverley (1814) de Walter Scott et meurt avec Notre-Dame de Paris (1831) de Victor Hugo. Le genre aurait assuré, dans cette courte période (qui correspond en France, à un an près, à la Restauration), « le triomphe du romantisme, le succès de l’histoire, la renaissance du réalisme ».
Lukács ajoute à la Restauration la monarchie de Juillet. Ce qui donne, pour ce qu’il appelle « l’âge classique » du roman historique, la période 1814 à 1848.
D’autre part, il distingue et même oppose romantisme et roman historique « de forme classique ».

## Contenu
Le roman historique, dans ce que Lukacs appelle sa « forme classique », naît au début du XIXe siècle, au début de l’ère industrielle, en même temps que le capitalisme, en même temps que la bourgeoisie assied définitivement son pouvoir.
Si le héros épique est toujours protégé par quelque dieu, le personnage de roman, lui, s’aventure seul dans le monde et ses dangers. Il va ainsi s’éprouver, apprendre à se connaître au travers d’aventures que le héros épique ne faisait que subir passivement.
À travers des destinées individuelles (c’est en cela qu’il est roman) exemplaires, le roman historique exprime les problèmes d’une époque donnée (c’est en cela qu’il est historique) du passé. Mais comment oublier, et faire oublier le présent ?
Le roman historique est donc tributaire de la relation de l’auteur à son époque, à sa société. C’est le présent qui nous fera le mieux comprendre le passé — et nous y intéresser.
Le roman historique naît de la Révolution française. Il représente l’ascension politique de la bourgeoisie.
« Révolutionnaire », il se développe « en lutte avec le romantisme », qui est « réactionnaire ». Il atteint son apogée avec Scott, Pouchkine et Balzac. Puis, lorsque la bourgeoisie entre dans une « période décadente », elle le prive de son « caractère populaire ». À partir de 1848, c’est la crise du roman bourgeois (représenté par Flaubert et Zweig). Le roman historique perd de sa vitalité comme de sa portée. Il « dégénère ». Il ne pourra se renouveler que dans un humanisme démocratique moderne.

### Walter Scott
Selon Lukács, c’est dans Waverley (1814) de Walter Scott que naît le roman historique du XIXe siècle.  Scott y fait apparaître ce qu’il y a d’« historique », dans un roman, grâce à la « reproduction artistique fidèle » des changements historiques. C’est l’« essence de l’époque » qui détermine les héros du roman. C’est « la spécificité historique de leur temps » qui fait « la particularité des personnages ».
Que Scott et Balzac soient des conservateurs épris d’ordre n’effarouche pas Lukács. Il tient leur démarche pour « progressiste », dès lors qu’elle répertorie avec scrupule toutes les conséquences que peuvent avoir sur le quotidien événements historiques et mutations sociales. Chez Scott, l’existence d’un individu est historiquement déterminée. Pour peindre les antagonismes sociaux, les luttes, Scott met en scène des personnages représentant chacun une classe sociale (des « types historico-sociaux »), mais restant des individus dans la mesure où ils sont soumis à leurs passions. Quant aux événements et à la crise, ils sont en « interaction dialectique » avec les destins individuels pour mettre en évidence l’« essence » de l’époque (les causes, les effets et réactions des événements sur les différentes couches sociales).
Bien que réactionnaire, bien que croyant raconter le passé, Walter Scott aurait inconsciemment raconté la « préhistoire du présent ». 

« Sans une relation sentie avec le présent, dit Lukács, une figuration de l’histoire est impossible. Mais cette relation historique, dans le cas d’un art historique réellement grand, ne consiste pas à faire allusion aux événements contemporains [...], mais à faire revivre le passé comme la pré-histoire du présent, à donner une vie poétique à des forces historiques, sociales et humaines qui, au cours d’une longue évolution, ont fait de notre vie actuelle ce qu’elle est. »

Scott aurait reconnu dans l’Histoire un conflit des forces collectives et des classes. Il aurait compris que le destin de l’individu est déterminé par le politique et par le social. À partir de là, Lukács ne décerne le label « roman historique » qu’au livre qui saura se conformer au modèle défini par Walter Scott.
Walter Scott estime que le personnage central ne doit pas être le personnage historique. Il recourt donc à un personnage fictif, qui lui permet de confronter destin individuel avec destin collectif. Ni trop noble, ni trop gueux, dépourvu d’enthousiasme, suffisamment détaché des enjeux pour visiter l’un comme l’autre des protagonistes historiques, le héros peut tout aussi bien se fondre dans le peuple. Selon Lukács, c’est en choisissant un héros sans héroïsme que Scott se montre véritablement « révolutionnaire ». Il rompt avec l’épopée (sans rapport avec le réel) pour créer un roman à la fois historique et réaliste.

### Romantisme contre roman historique
Lukács voit dans la période 1814-1848 une lutte entre le romantisme « réactionnaire » et le roman historique « révolutionnaire ».

#### Alfred de Vigny
Lukács juge Vigny réactionnaire par le choix de ses personnages : « Je crus, dit Vigny, ne pas devoir imiter ces étrangers qui, dans leurs tableaux, montrent à peine à l’horizon les hommes dominants de leur histoire ; je plaçai les nôtres sur le devant de la scène, je les fis principaux acteurs de cette tragédie. » Or, chez Scott ce sont les forces structurelles, les antagonismes sociaux et nationaux qui déterminent l’Histoire. Pour Vigny, c’est l’action des grands hommes qui la détermine.

#### Honoré de Balzac
Balzac est celui qui a le mieux compris Scott.  C’est en disciple de Scott, en écrivant un roman historique (Les Chouans, 1829) qu’il devient romancier. Et c’est en méditant la leçon de Scott qu’il devient « historien du présent ». Il le reconnaît dans la préface de La Comédie humaine.

### Après 1848
En juin 1848, la bourgeoisie se sépare brutalement du peuple, en faisant tirer sur lui. Désormais il y a « deux nations ». Le roman historique devient un refuge contre une réalité insupportable, voire un alibi. Flaubert écrit Salammbô. Le romancier n’a plus que de mauvais rapports avec l’histoire, devenue simple source de décors. Étant de la classe qui opprime, il a mauvaise conscience, il a le sentiment de n’appartenir à aucune des « deux nations ». Il demeure étranger au peuple, il reste un bourgeois, inféodé à son idéologie de classe, même quand il croit la dénoncer. Il a beau accumuler les détails érudits, l’œuvre est « morte », déshumanisée, ennuyeuse, les personnages se modernisent encore (n’appartenant plus à leur époque, ils pourraient tout aussi bien évoluer dans une autre époque).
Dans le dernier tiers du XIXe siècle, pour une raison que Lukacs ne précise pas, le roman historique se métamorphose. On voit naître lentement, vers la fin du siècle, un type nouveau de roman historique où témoigne un humanisme de gauche (militant, anti-nationaliste, anti-impérialiste). Mais le chemin est dur à parcourir. Les œuvres ne concernent pas vraiment le passé, mais plutôt le présent (évoqué par des allusions). Les romanciers ne sont pas issus du peuple, ils ne connaissent pas le peuple, et rien ne pourra faire qu’ils en soient. Même les écrivains les plus « avancés » sont en retard par rapport à des écrivains idéologiquement réactionnaires comme Scott ou Balzac, pour qui l’histoire est celle de la destinée d’un peuple, vue à travers quelques personnages de second plan. Le peuple, dans le roman historique moderne, n’est plus qu’un arrière-plan pour une action principale dont les protagonistes occupent le premier plan. On quitte le représentatif pour entrer dans le domaine du privé, on est coupé des événements qui constituent la vie même du peuple.
Le roman historique va devoir se renouveler, en commençant par liquider tout héritage idéologico-artistique.
Après 1848, le roman historique est en déclin. L’idée de progrès ne s’enrichit plus des contradictions économiques et sociales. Coupée du peuple, effrayée par les contradictions et les luttes qu’impose la démocratie, la bourgeoisie ne voit plus dans l’Histoire « la préhistoire du présent ». Elle projette au contraire ses propres modes de penser et de sentir sur ceux des hommes du passé. Elle se réfugie dans l’idéalisme ou l’esthétisme, ne cherchant plus dans le passé qu’un dépaysement ou une forme de vie idéale, ramenant l’Histoire à une collection de curiosités. Désormais, seule une « nouvelle démocratie » peut permettre au roman historique de se renouveler.

## Analyse
Cet essai d’inspiration hégélienne fit longtemps autorité. Si les critiques d’aujourd’hui ne manquent pas de le paraphraser abondamment, ils lui reprochent un lourd dogmatisme, et notamment :
- Il néglige toute la production extra-européenne.
- Il pousse trop loin, selon eux, l’esprit de système en mesurant à l’aune du modèle Walter Scott. Ce qui lui fait distinguer les « bons » écrivains (les « révolutionnaires » comme Balzac) des « mauvais » (les « réactionnaires » comme Vigny).

Les limites de son interprétation sont pointées notamment dans Le Roman historique de Michel Vanoosthuyse et dans la préface de Michel Crouzet à Waverley, Rob Roy, La Fiancée de Lammermoor.
Lukacs précise que son travail ne cherche pas à être historiquement complet. Y sont traités les seuls écrivains « qui marquent des jalons typiques sur la voie du développement du roman historique ».
Le livre contient d’intéressantes analyses, susceptibles d’éveiller la curiosité de tout lecteur. Il faut néanmoins éviter de le confondre avec un guide littéraire prétendant à l’autonomie de l’esthétique pure. C’est un essai de sociologie littéraire, dans une perspective marxiste : « Ce livre n’est donc qu’une tentative, un essai, une contribution préliminaire tant à l’esthétique marxiste qu’à la façon matérialiste de traiter l’histoire littéraire. »